# Martín Soto Climent
Martín Soto Climent (Ciudad de México, 1977) es un artista contemporáneo mexicano. Desde 2002 ha expuesto colectiva e individualmente en espacios nacionales (como el Museo del Chopo en 2015 y el Museo de la Ciudad de México) e internacionales (como el Palais de Tokio de Francia en 2016 y la 13.ª emisión de la Bienal Mercosur de Brasil en 2022). Su obra es parte de colecciones reconocidas internacionalmente como la del Museo de Arte Contemporáneo de Chicago.
Su obra inició con la transformación de objetos cotidianos, y se ha servido de diversos medios a lo largo de más de 20 años de trayectoria: desde esculturas e instalaciones basadas en objetos, hasta fotografía, dibujo y pintura.

## Trayectoria

### Formación
Martín Soto Climent es licenciado en Diseño Industrial por la Universidad Nacional Autónoma de México y realizó estudios en el programa de posgrado Maestría en Artes Visuales, también de la UNAM. 

### Obra

#### Obra temprana
La primera etapa de la obra de Soto “fue de interacción directa con objetos de la vida cotidiana, donde los procesos eran nómadas; tomaba cosas y las manipulaba, a veces las registraba”, muestra de ello son obras como “Tight Game” (2007), instalación creada con un par de pantimedias colgadas de una esquina con las piernas abiertas y los pies apuntando hacia arriba en las que Soto Climént metió dos pelotas negras de básquetbol. El uso de la media remite al erotismo y, en palabras de María Olivera, es un material que “le ha permitido explorar las posibilidades del erotismo [...], pues no representa formalmente el cuerpo masculino o femenino sino que encapsula la esencia de un fantasma o de un origen”.

#### Otras series con objetos
El interés por la representación de los pliegues y el uso de objetos cotidianos llega también al proyecto "Caramel Huysmans", una serie de piezas en las que el artista hace dobleces con el cuero, a semejanza de fragmentos de un cuerpo desnudo; por ejemplo, "Desire (red leather purse)", un monedero en piel al que abre y cuyo interior dobla hacia afuera; y “Caramel” (2016), un bastidor con dobleces en piel de cabra y oveja.

#### Performance y acciones
Para realizar su cuerpo de obra también ha recurrido al performance, ejemplo de ello es “Impulsive Chorus (Asahi)” (2005-2009), performance en el que el artista juntó latas de cerveza vacías y aplastadas durante la inauguración de una de sus exposiciones y después las dispuso concéntricamente como un coro que canta. También se puede mencionar “Tormenta” (2008) en el que interactúa con una tela blanca en una playa obscura y ventosa de México. Posteriormente integra actores profesionales en su obra, en 2016 para Frieze Projects de la feria de arte Frieze London, dos acróbatas activaron una instalación exterior creada con medias estiradas y amarradas entre unos árboles para la obra “Frenetic Gossamer”. También, en el Festival Verbo de Performance en Brasil, presentó “Bajo la carne, infinito” (2018), una puesta en escena junto con la bailarina y coreógrafa Marisol Cal y Mayor.

#### Series con bastidores y pantimedias
A partir de 2006 Soto comenzó a trabajar con medias de distintos colores llevándolas a un estado de tensión en un soporte tradicionalmente pictórico. Uno de los primeros ejemplos es “Three sisters” del 2006, un bastidor de 35 x 45 x 6 cm con imprimatura blanca en el que Soto estira pantimedias. La serie que le seguiría es “Gossip”, son piezas creadas con pantimedias y dispuestas en una caja de madera con un espejo detrás; por ejemplo de “Gossip (Loud Whisper)” del 2017 el MACQ señala que la pieza “alude en sus multiplicidades y ramificaciones a patrones eróticos. Cada figura abstracta constituye una letra dentro del alfabeto del deseo”. A partir de 2022, Soto Climent comenzó a trabajar con anilinas de colores para conseguir tonos que abonaran a su relación con este material; muestra de esta exploración es “El luminoso revoloteo de la mariposa blanca”, una instalación de 7.5 metros de largo presentada en la 13.ª edición de la Bienal de Mercosur en Brasil y que posteriormente se exhibiría en la exposición colectiva "Tramas e Tecituras" de la galería Simoes de Assis en 2023.
La serie “Phantograms” surge a partir de la exploración de “Tights on canvas” y como una reflexión más sobre el acto de pintar con distintos materiales que no necesariamente fueran pigmento. La serie está inspirada en una técnica fotográfica sin cámara, que los artistas de vanguardia popularizaron en los años veinte y que consiste en colocar un objeto sobre papel fotosensible para luego exponerlo a la luz. Para la realización de estas obras, Soto Climent usa medias como esténciles y polvo de carbón con temple de huevo para pintar sobre ellas. El primer paso es estirar las medias sobre el lienzo y después aplicar el pigmento negro sobre la superficie: el resultado es un juego de registros fantasmagóricos entre sombras blancas y planos negros.

#### Fotografía
Martín Soto Climént ha utilizado la fotografía como soporte en algunas de sus obras, entre ellas destacan “Intimate Ballet” (2010) en la que el autor utilizó un viejo libro de los años veinte con imágenes de bailarines para volver a retratar las imágenes desde ese soporte manipulado; muy similares a “The Equation of Desire” (2001-2010). Y “Marea de espuma” (2015); una serie de fotografías que muestran espuma de poliuretano plegada para asemejar pliegues del cuerpo o del mar, esta serie tiene una presentación en blanco y negro, otra a color y en distintos formatos. En estas series fotográficas, la ya mencionada manipulación del material es indispensable, Ricardo Pohlenz: “El doblez, de hecho, cumple un papel muy importante en su obra; es a partir de esto que distorsiona y crea nuevos significantes”.

#### Dibujo
En 2022, Soto exhibe una serie de dibujos eróticos realizados en las páginas de libros antiguos. Esto ocurrió en la exposición “Gentle Stranger”, en la galería Union Pacific de Londres.

#### Otros proyectos
En 2011 diseño la estatuilla "El puma de plata", reconocimiento que se entrega desde la primera edición del Festival Internacional de Cine UNAM.
En 2013, junto con Chris Sharp, fundó el espacio independiente para proyectos artísticos “Lulu” en la Ciudad de México en donde tienen “el objetivo de promover el trabajo de artistas emergentes”.

#### Becas y distinciones
En 2004 fue becario del FONCA en el programa de Intercambio de residencias artísticas.

## Exposiciones

### Individuales
- "Cotton Candy Doves", Museo Universitario de Ciencias y Artes Roma (MUCA), Ciudad de México, México (2004)
- "Other Objects", The Other Gallery, The Banff Center, Alberta, Canadá (2005)
- "Vacío Contenido", Museo de Arte Carrillo Gil, Ciudad de México, México (2007)[36]
- "Puma de plata", Museo Experimental El Eco, Ciudad de México, México (2011)[33]
- "The Equation of Desire", Kunsthalle Winterthur, Winterthur, Suiza (2012)
- "La bella durmiente", Museo Universitario del Chopo, Ciudad de México, México (2015)[3]
- "Fortezzuola", Pietro Canonica Museum, Roma, Italia (2016)
- "Frenetic Gossamer", Le Bas-Bar, Palais de Tokyo, París, Francia (2016)
- "Works and Days", Atlantis - Chevalier Roze, Marsella, Francia (2017)[37]
- "Under the immortal skin", T293, Roma, Italia (2018)[38]
- "In The Shadow of An Invisible Thread", Hessel Museum, Nueva York, EUA (2019)[39]
- "Phantograms", Michael Benevento Gallery, Los Ángeles, California, EUA (2021)[40]
- "Hay una palabra para nombrar la hora de la noche en silencio", Proyectos Monclova, Ciudad de México, México (2022)[41]
- "Gentle Stranger", Union Pacific, Londres, Reino Unido (2022)[31]
- "The Phantom’s Shadow", Karma International, Zúrich, Suiza (2022)
- "El sendero del poeta", Museo de la Ciudad de México, México (2023)[2]

### Colectivas
- "Unbound: Contemporary Art After Frida Kahlo", Museum of Contemporary Art Chicago (MCA), Chicago, EUA (2014)
- ¿Cómo te voy a olvidar?, Galerie Perrotin, París, Francia (2016)
- Frammenti di Paradiso, Le Scalze - Chiesa di San Giuseppe a Pontecorvo, Nápoles, Italia (2017)
- Groundings, Museum of Contemporary Art Chicago, Estados Unidos (2019)
- "Concrete Contemporary", Museo Haus Konstruktiv, Suiza (2019)
- "13a Bienal de Mercosur", Porto Alegre, Brasil (2022)[6]